# Alberto Bevilacqua
Alberto Bevilacqua (Parma, 27 de juny de 1934 – Roma, 9 de setembre de 2013) fou un escriptor, poeta, periodista, guionista i director de cinema italià.

## Biografia
Era fill de Mario Bevilacqua, un aviador d'acròbates aeris, purhat per haver participat en les aventures militars i aeronàutiques d'Italo Balbo, i de Lisa Cantadori, amb qui es va casar quatre anys després del seu naixement. Va començar a publicar els seus escrits a principis dels anys 50 a invitació de Mario Colombi Guidotti, cap del suplement literari de la Gazzetta di Parma. Leonardo Sciascia va apreciar la seva primera col·lecció de contes, La polvere sull'erba (1955).
El 1961 va publicar el recull de poesia L'amicizia perduta. El ser primer èxit editorial fou la narració [La Califfa (1964). La novel·la següent, Questa specie d'amore, va guanyar el Premi Campiello (1966). El mateix Bevilacqua s'encarregarà de l'adaptació cinematogràfica de les dues novel·les, guanyant el David di Donatello a la millor pel·lícula amb Questa specie d'amore.
El 10 de març de 1995 va ser cridat a comparèixer al judici contra Pietro Pacciani pels delictes del Monstre de Florència, com a persona ofesa pel delicte de calúmnia agreujada, perpetrat contra ell per Annamaria Ragno i Gabriella Pasquali Carlizzi.
El 2010 la sèrie "I Meridiani" li va dedicar un volum.
El 26 de gener de 2013 va ser ingressat a la clínica privada Villa Mafalda de Roma a causa de l'empitjorament d'una insuficiència cardíaca per la qual havia estat diagnosticat l'octubre anterior. Les condicions, que van aparèixer immediatament preocupants a causa d'una presumpta infecció de les vies respiratòries, s'havien estabilitzat. La seva companya Michela Miti va presentar una denúncia al fiscal de Roma, ja que l'escriptor hauria estat tractat "com a ostatge" de la clínica, que no l'hauria traslladat a un centre públic. Més tard, el fiscal romà va obrir un expedient d'investigació contra la clínica Villa Mafalda.
Bevilacqua va morir a Roma el 9 de setembre de 2013. És sebollit al cementeri de la Villetta a Parma.

## Obres

### Contes i narracions
- La polvere sull'erba, Caltanissetta, Sciascia, 1955; Torino, Einaudi, 2000.
- Una città in amore, Milano, Sugar, 1962.
- La Califfa, Milano, Rizzoli, 1964.
- Il mito doloroso, Pistoia, XI premio letterario nazionale Il Ceppo, 1966.
- Questa specie d'amore, Milano, Rizzoli, 1966.
- L'occhio del gatto, Milano, Rizzoli, 1968.
- Il viaggio misterioso, Milano, Rizzoli, 1972.
- Umana avventura, Milano, Garzanti, 1974.
- Una scandalosa giovinezza, Milano, Rizzoli, 1978.
- La festa parmigiana, Milano, Rizzoli, 1980.
- La notte del fiore, Teramo, Lisciani & Giunti, 1981.
- La mia Parma, Milano, Rizzoli, 1982.
- Il curioso delle donne, Milano, Mondadori, 1983.
- Emilia-Romagna, con Folco Quilici, Cinisello Balsamo, Silvana, 1983.
- La donna delle meraviglie, Milano, Mondadori, 1984.
- La Grande Giò, Milano, Mondadori, 1986.
- Una misteriosa felicità, Milano, Mondadori, 1988.
- Il gioco delle passioni, Milano, Mondadori, 1989.
- Il Natale sulle acque del mio fiume, Roma, Gabriele e Mariateresa Benincasa, 1989.
- I sensi incantati, Milano, Mondadori, 1991.
- Il Po e le sue terre, con Luigi Briselli, Cremona, Turris, 1992.
- Un cuore magico, Milano, Mondadori, 1993.
- L'eros, Milano, Mondadori, 1994.
- Lettera alla madre sulla felicità, Milano, Mondadori, 1995.
- Anima amante, Milano, Mondadori, 1996.
- Gialloparma, Milano, Mondadori, 1997.
- Sorrisi dal mistero, Milano, Mondadori, 1998.
- Gli anni struggenti, Milano, Mondadori, 2000.
- Anima carnale, Milano, Mondadori, 2001.
- Viaggio al principio del giorno, Torino, Einaudi, 2001.
- Attraverso il tuo corpo, Milano, Mondadori, 2002.
- La Pasqua rossa, Torino, Einaudi, 2003.
- AA.VV, Dal grande fiume al mare, Pendragon, 2003, pp. 320;
- Parma degli scandali, Milano, Oscar Mondadori, 2004.
- Tu che mi ascolti, Milano, Mondadori, 2004.
- Il Gengis, Torino, Einaudi, 2005.
- Lui che ti tradiva, Milano, Mondadori, 2006.
- Storie della mia storia, Torino, Einaudi, 2007.
- Il prete peccatore, Milano, Corriere della Sera, 2007.
- L'amore stregone, Milano, Mondadori, 2009.
- Romanzi, Milano, Mondadori, 2010.
- Roma califfa, Milano, Mondadori, 2012.

### Recull de poesia
- L'amicizia perduta, Caltanissetta-Roma, Sciascia, 1961.
- L'indignazione, Milano, Rizzoli, 1973.
- La crudeltà, Milano, Garzanti, 1975.
- Immagine e somiglianza. Poesie, 1955-1982. Antologia personale, Milano, Biblioteca Universale Rizzoli, 1982.
- Vita mia, Milano, Mondadori, 1985.
- Il corpo desiderato, Milano, Mondadori, 1988.
- Messaggi segreti, Milano, Mondadori, 1992.
- Poesie d'amore, Milano, Mondadori, 1996.
- Piccole questioni di eternità, Torino, Einaudi, 2002.
- Legame di sangue, Milano, Mondadori, 2003.
- Tu che mi ascolti. Poesie alla madre, Torino, Einaudi, 2005.
- Le poesie, Milano, Oscar Mondadori, 2007.
- Duetto per voce sola. Versi dell'immedesimazione, Torino, Einaudi, 2008.
- La camera segreta, Torino, Einaudi, 2011.

## Filmografia
Director i guionista
- La Califfa (1970)
- Questa specie d'amore (1972)
- Attenti al buffone (1975)
- Le rose di Danzica (1979), minisèrie
- Bosco d'amore (1981)
- La donna delle meraviglie (1985)
- Tango blu (1987)
- Gialloparma (1999)

Guionista
- Seddok, l'erede di Satana, dirigida per Anton Giulio Majano (1960)
- La cuccagna, dirigida per Luciano Salce (1962)
- La smania addosso, dirigida per Marcello Andrei (1963)
- I tre volti della paura, dirigida per Mario Bava (1963)
- Sette contro la morte, non accreditato, dirigida per Edgar G. Ulmer (1964)
- L'uccellino, episodi de La mia signora, dirigida per Tinto Brass (1964)
- Terrore nello spazio, dirigida per Mario Bava (1965)
- Anastasia mio fratello, dirigida per Stefano Vanzina (1973)
- Tutto suo padre, dirigida per Maurizio Lucidi (1978)